# Список призёров летних Олимпийских игр 1928
Ниже представлен список всех призёров летних Олимпийских игр 1928 года, проходивших в Амстердаме с 17 мая по 12 августа 1928 года. В соревнованиях приняли участие 2883 спортвменов (2606 мужчин и 277 женщин) представляющие 46 НОК. Было разыграно 109 комплектов медалей в 14 видах спорта.

## Академическая гребля
| Дисциплина                      | Золото | Серебро | Бронза |
| Одиночки                        | Генри Пирс (AUS) | Кеннет Майерс (USA) | Дэвид Коллет (GBR) |
| Двойки парные                   | США · Пол Костелло · Чарльз Маклвейн | Канада · Джозеф Райт-младший · Джек Гест | Австрия · Лео Лозерт · Виктор Флессл |
| Двойки распашные без рулевого   | Германия · Курт Мёштер · Бруно Мюллер | Великобритания · Теренс О’Брайен · Роберт Нисбет | США · Пол Макдауэлл · Джон Шмитт |
| Двойки распашные с рулевым      | Швейцария · Ханс Шёхлин · Карл Шёхлин · Ханс Буркен | Франция · Арман Марсель · Эдуар Марсель · Анри Прео | Бельгия · Леон Фламен · Франсуа де Конинк · Жорж Антони                                                                                       |
| Четвёрки распашные без рулевого | Великобритания · Ричард Бизли · Эдвард Воган Беван · Джон Лэндер · Майкл Ворринер                                                                          | США · Чарльз Карл · Уильям Миллер · Джордж Хилис · Эрнест Байер                                                                                                  | Италия · Чезаре Росси · Пьетро Фрески · Умберто Бонаде · Паоло Дженнари                                                                       |
| Четвёрки распашные с рулевым    | Италия · Валерио Перентин · Джилианте д’Эсте · Николо Виттори · Джованни Делизе · Ренато Петронио                                                          | Швейцария · Эрнст Хаас · ЙОзеф Майер · Отто Бухер · Карл Швеглер · Фриц Бёш                                                                                      | Польша · Францишек Брониковский · Эдмунд Янковский · Леон Биркхольц · Бернард Ормановский · Болеслав Древек                                   |
| Восьмёрки                       | США · Марвин Столдер · Джон Бринк · Фрэнсис Фредерик · Уильям Томпсон · Уильям Далли · Джеймс Уэркман · Хьюберт Колдуэлл · Питер Донлон · Дональд Блессинг | Великобритания · Джеми Гамильтон · Гай Оливер Николс · Джон Бэдкок · Дональд Голлан · Гарольд Лэйн · Гордон Киллик · Джек Бересфорд · Гарольд Вест · Артур Салли | Канада · Фредерик Хеджес · Фрэнк Фиддес · Джон Хэнд · Херберт Ричардсон · Джек Мёрдок · Атол Мич · Эдгар Норрис · Уильям Росс · Джон Доннелли |

## Бокс
| Дисциплина    | Золото                       | Серебро               | Бронза                   |
| До 50,8 кг    | Анталь Кочиш (HUN)           | Арман Апелль (FRA)    | Карло Каваньоли (ITA)    |
| До 53,5 кг    | Витторио Таманьини (ITA)     | Джон Дейли (USA)      | Харри Айзакс (RSA)       |
| До 57,2 кг    | Ламбертюс ван Клаверен (NED) | Виктор Перальта (ARG) | Харольд Девайн (USA)     |
| До 61,2 кг    | Карло Орланди (ITA)          | Стивен Халайко (USA)  | Гуннар Берггрен (SWE)    |
| До 66,7 кг    | Тед Морган (NZL)             | Рауль Ландини (ARG)   | Рэймонд Смайлли (CAN)    |
| До 72,6 кг    | Пьеро Тоскани (ITA)          | Ян Хержманек (TCH)    | Леонар Стейяр (BEL)      |
| До 79,4 кг    | Виктор Авенданьо (ARG)       | Эрнст Пистулла (GER)  | Карел Мильон (NED)       |
| Свыше 79,4 кг | Артуро Родригес Хурадо (ARG) | Нильс Рамм (SWE)      | Микаэль Микаэльсен (DEN) |

## Борьба

### Греко-римская борьба
| Дисциплина    | Золото                 | Серебро               | Бронза                  |
| До 58 кг      | Курт Лойхт (GER)       | Индржих Маудр (TCH)   | Джованни Гоцци (ITA)    |
| До 62 кг      | Вольдемар Вяли (EST)   | Эрик Мальмберг (SWE)  | Джероламо Квалья (ITA)  |
| До 67,5 кг    | Лайош Керестеш (HUN)   | Эдуард Шперлинг (GER) | Эдвард Вестерлунд (FIN) |
| До 75 кг      | Вяйнё Коккинен (FIN)   | Ласло Папп (HUN)      | Альберт Кузнец (EST)    |
| До 82,5 кг    | Ибрагим Мустафа (EGY)  | Адольф Ригер (GER)    | Онни Пеллинен (FIN)     |
| Свыше 82,5 кг | Рудольф Свенссон (SWE) | Ялмар Нюстрём (FIN)   | Георг Геринг (GER)      |

### Вольная борьба
| Дисциплина  | Золото               | Серебро                 | Бронза                |
| До 56 кг    | Каарло Мякинен (FIN) | Эдмон Спапен (BEL)      | Джеймс Трифунов (CAN) |
| До 61 кг    | Элли Моррисон (USA)  | Кустаа Пихлаямяки (FIN) | Ханс Миндер (SUI)     |
| До 66 кг    | Освальд Кяпп (EST)   | Шарль Паком (FRA)       | Эйно Лейно (FIN)      |
| До 72 кг    | Арво Хаависто (FIN)  | Ллойд Эпплтон (USA)     | Морис Летчфорд (CAN)  |
| До 79 кг    | Эрнст Кибурц (SUI)   | Дональд Стоктон (CAN)   | Сэмюэль Рабин (GBR)   |
| До 87 кг    | Туре Шёстедт (SWE)   | Арнольд Бёли (SUI)      | Анри Лефевр (FRA)     |
| Свыше 87 кг | Юхан Рихтгоф (SWE)   | Аукусти Сихвола (FIN)   | Эдмон Дам (FRA)       |

## Велоспорт

### Шоссейные гонки
| Дисциплина      | Золото                                              | Серебро                                                            | Бронза                                              |
| Групповая гонка | Хенри Хансен (DEN)                                  | Фрэнк Саутолл (GBR)                                                | Йёста Карлссон (SWE)                                |
| Командная гонка | Дания · Хенри Хансен · Орла Йёргенсен · Лео Нильсен | Великобритания · Джек Лаутервассер · Джон Миддлтон · Фрэнк Саутолл | Швеция · Йёста Карлссон · Эрик Янссон · Еорг Юнссон |

### Трековые гонки
| Дисциплина                    | Золото                                                                      | Серебро                                                                                        | Бронза                                                                     |
| Командная гонка преследования | Италия · Чезаре Фаччьяни · Джакомо Джаони · Марио Лузиани · Луиджи Тасселли | Нидерланды · Йоханнес Мас · Петрюс ван дер Хорст · Адрианюс Браспеннинкс · Йоханнес Пейненбюрг | Великобритания · Фрэнк Саутолл · Гарри Уайлд · Леонард Уайлд · Перси Уайлд |
| Спринт                        | Роже Бюфран (FRA)                                                           | Антониус Мазайрак (NED)                                                                        | Вилли Хансен (DEN)                                                         |
| Тандем                        | Нидерланды · Бернардюс Лене · Данил ван Дейк                                | Великобритания · Эрнест Чамберс · Джон Сиббит                                                  | Германия · Ханс Бернхард · Карл Кётер                                      |
| Гит с места, 1 км             | Вилли Хансен (DEN)                                                          | Герард ван Дракестейн (NED)                                                                    | Данк Грей (AUS)                                                            |

## Водное поло
| Дисциплина | Золото   | Серебро | Бронза  |
| Мужчины    | Германия | Венгрия | Франция |

## Конный спорт
| Дисциплина          | Золото | Серебро                                                       | Бронза                                                     |
| Личная выездка      | Карл, барон фон Ланген (GER)                                                                                       | Шарль Марион (FRA)                                            | Рагнар Ольсон (SWE)                                        |
| Командная выездка   | Германия · Карл, барон фон Ланген · Ойген, барон фон Лоцбек · Херман Линкенбах                                     | Швеция · Рагнар Ольсон · Янне Лундблад · Карл Бонде           | Нидерланды · Ян ван Реде · Пьер Верстег · Герард ле Хёкс   |
| Личное троеборье    | Шарль Фердинанд Паю де Мортанж-младший (NED)                                                                       | Герард Питер де Крёйфф (NED)                                  | Бруно Нойман (GER)                                         |
| Командное троеборье | Нидерланды · Адольф ван дер Ворт ван Зейп · Шарль Фердинанд Паю де Мортанж-младший · Герард Питер де Крёйфф        | Норвегия · Бьярт Ординг · Артур Квист · Эуген Йохансен        | Польша · Михал Антоневич · Юзеф Тренквалд · Кароль Руммель |
| Личный конкур       | Франтишек Вентура (TCH)                                                                                            | Пьер Бертран де Баланда (FRA)                                 | Шарль-Гюстав Кун (SUI)                                     |
| Командный конкур    | Испания · Хосе Альварес де лас Астуриас-Боркес Гоенече · Хулио Гарсиа Фернандес де лос Риос · Хосе Наварро Моренес | Польша · Казимеж Гзовский · Казимеж Шосланд · Михал Антоневич | Швеция · Карл Хансен · Карл Бьёрнштерна · Эрнст Хальберг   |

## Лёгкая атлетика

### Мужчины
| Дисциплина                  | Золото                                                                | Серебро                                                                  | Бронза                                                                       |
| 100 метров                  | Перси Уильямс (CAN)                                                   | Джек Лондон (GBR)                                                        | Георг Ламмерс (GER)                                                          |
| 200 метров                  | Перси Уильямс (CAN)                                                   | Уолтер Рэнджели (GBR)                                                    | Хельмут Кёрниг (GER)                                                         |
| 400 метров                  | Рэймонд Барбути (USA)                                                 | Джеймс Болл (CAN)                                                        | Йоахим Бюхнер (GER)                                                          |
| 800 метров                  | Дуглас Лоуэ (GBR)                                                     | Эрик Бюлен (SWE)                                                         | Херман Энгельхард (GER)                                                      |
| 1500 метров                 | Харри Ларва (FIN)                                                     | Жюль Ладумег (FRA)                                                       | Эйно Пурье (FIN)                                                             |
| 5000 метров                 | Вилле Ритола (FIN)                                                    | Пааво Нурми (FIN)                                                        | Эдвин Виде (SWE)                                                             |
| 10 000 метров               | Пааво Нурми (FIN)                                                     | Вилле Ритола (FIN)                                                       | Эдвин Виде (SWE)                                                             |
| 110 метров с барьерами      | Сидней Аткинсон (RSA)                                                 | Стефен Андерсон (USA)                                                    | Джон Колльер (USA)                                                           |
| 400 метров с барьерами      | Дэвид Берли (GBR)                                                     | Фрэнк Кахел (USA)                                                        | Морган Тейлор (USA)                                                          |
| 3000 метров с препятствиями | Тойво Лоукола (FIN)                                                   | Пааво Нурми (FIN)                                                        | Ове Андерсен (FIN)                                                           |
| Эстафета 4х100 метров       | США · Фрэнк Викофф · Джеймс Куинн · Чарлз Борах · Генри Расселл       | Германия · Георг Ламмерс · Рихард Кортс · Хуберт Хоубен · Хельмут Кёрниг | Великобритания · Джек Лондон · Уолтер Рэнджели · Сирил Джилл · Эдвард Смоуха |
| Эстафета 4х400 метров       | США · Джордж Бэрд · Фред Олдермэн · Эмерсон Спенсер · Рэймонд Барбути | Германия · Отто Нойман · Харри Шторц · Рихард Кребс · Херман Энгельхард  | Канада · Джеймс Болл · Стэнли Глоувер · Филип Эдвардс · Александер Вильсон   |
| Марафон                     | Бугера Эль-Уафи (FRA)                                                 | Мануэль Пласа (CHI)                                                      | Мартти Марттелин (FIN)                                                       |
| Прыжки в длину              | Эдвард Хамм (USA)                                                     | Сильвио Катор (HAI)                                                      | Альфред Бэйтс (USA)                                                          |
| Тройной прыжок              | Микио Ода (JPN)                                                       | Леви Кэси (USA)                                                          | Вильхо Туулос (FIN)                                                          |
| Прыжки в высоту             | Роберт Кинг (USA)                                                     | Бенджамин Хеджес (USA)                                                   | Клод Менар (FRA)                                                             |
| Прыжки с шестом             | Сабин Карр (USA)                                                      | Вильям Дриджемеллер (USA)                                                | Чарлз Макджиннис (USA)                                                       |
| Толкание ядра               | Джон Кук (USA)                                                        | Херман Брикс (USA)                                                       | Эмиль Хиршфельд (GER)                                                        |
| Метание диска               | Лемюэль Хаузер (USA)                                                  | Антеро Киви (FIN)                                                        | Джеймс Корсон (USA)                                                          |
| Метание копья               | Эрик Лундквист (SWE)                                                  | Бела Сепеш (HUN)                                                         | Олав Сунде (NOR)                                                             |
| Метание молота              | Пэт О’Каллаган (IRL)                                                  | Оссиан Скиэльд (SWE)                                                     | Эдмунд Блэк (USA)                                                            |
| Десятиборье                 | Пааво Юрьёля (FIN)                                                    | Акиллес Ярвинен (FIN)                                                    | Джон Кеннет Доэрти (USA)                                                     |

### Женщины
| Дисциплина            | Золото                                                             | Серебро                                                                | Бронза                                                               |
| 100 метров            | Бетти Робинсон (USA)                                               | Фанни Розенфельд (CAN)                                                 | Этель Смит (CAN)                                                     |
| 800 метров            | Каролина Радке (GER)                                               | Кинуэ Хитоми (JPN)                                                     | Инга Гентзель (SWE)                                                  |
| Эстафета 4х100 метров | Канада · Мертле Кук · Этель Смит · Фанни Розенфельд · Флоренс Белл | США · Джессика Кросс · Лоретта Макнейл · Бетти Робинсон · Мэри Вошбёрн | Германия · Анни Хольдман · Хелен Юнкер · Роза Келльнер · Хелен Шмидт |
| Прыжки в высоту       | Этель Кэтервуд (CAN)                                               | Каролина Гисолф (NED)                                                  | Милдред Вайли (USA)                                                  |
| Метание диска         | Халина Конопацкая (POL)                                            | Лиллиан Коуплэнд (USA)                                                 | Рут Сведберг (SWE)                                                   |

## Парусный спорт
| Дисциплина       | Золото                                                                                                   | Серебро | Бронза |
| Монотип 12 футов | Свен Торелль (SWE)                                                                                       | Хенрик Роберт (NOR) | Бертил Броман (FIN)                                                                                           |
| 6 метров         | Норвегия · Кронпринц Улаф · Ёхан Анкер · Эрик Анкер · Хокон Брён                                         | Дания · Вильгельм Ветт · Нильс Отто Мёллер · Оге Хёй-Петерсен · Петер Шлюттер · Свен Линк                                             | Эстония · Векшин, Николай Алексеевич · Вилльям фон Вирен · Эберхард Вогдт · Георг Фаэльман · Андреас Фаэльман |
| 8 метров         | Франция · Донатьен Буше · Карл де ла Сабльер · Андре Дерриен · Виржини Эрио · Андре Лесоваж · Жан Лессьё | Нидерланды · Герард де Врис Лентс · Мартен де Вит · Ламбертюс Дудес · Хендрик Керскен · Йоханнес ван Холверфф · Корнелис ван Ставерен | Швеция · Кларенсе Хаммар · Торе Хольм · Карл Сандблом · Юн Сандблом · Пхилип Сандблом · Вильхельм Тёрслефф    |

## Плавание

### Мужчины
| Дисциплина                      | Золото                                                                | Серебро                                                            | Бронза                                                            |
| 100 м вольным стилем            | Джонни Вайсмюллер (USA)                                               | Иштван Барань (HUN)                                                | Кацуо Такаиси (JPN)                                               |
| 400 м вольным стилем            | Викториано Альберто Соррилья (ARG)                                    | Эндрю Чарлтон (AUS)                                                | Арне Борг (SWE)                                                   |
| 1500 м вольным стилем           | Арне Борг (SWE)                                                       | Эндрю Чарлтон (AUS)                                                | Кларенс Крэббе (USA)                                              |
| 100 м на спине                  | Джордж Коджак (USA)                                                   | Уолтер Лауфер (USA)                                                | Пол Вайэтт (USA)                                                  |
| 200 м брассом                   | Ёсиюки Цурута (JPN)                                                   | Эрих Радемахер (GER)                                               | Теофило Ильдефонсо (PHI)                                          |
| Эстафета 4×200 м вольным стилем | США · Остин Клэпп · Джордж Коджак · Уолтер Лауфер · Джонни Вайсмюллер | Япония · Нобуо Араи · Токухэй Сада · Кацуо Такаиси · Хироси Ёнэяма | Канада · Гарнет Олт · Манроу Борн · Уолтер Спенс · Джеймс Томпсон |

### Женщины
| Дисциплина                      | Золото                                                                       | Серебро                                                                 | Бронза                                                               |
| 100 м вольным стилем            | Альбина Осипович (USA)                                                       | Элеанор Гаратти (USA)                                                   | Джойси Купер (GBR)                                                   |
| 400 м вольным стилем            | Марта Норелиус (USA)                                                         | Мария Браун (NED)                                                       | Джозефина Макким (USA)                                               |
| 100 м на спине                  | Мария Браун (NED)                                                            | Эллен Кинг (GBR)                                                        | Джойси Купер (GBR)                                                   |
| 200 м брассом                   | Хильдегард Шрадер (GER)                                                      | Митье Барон (NED)                                                       | Шарлотта Мюхе (GER)                                                  |
| Эстафета 4×100 м вольным стилем | США · Элеанор Гаратти · Аделаида Ламберт · Марта Норелиус · Альбина Осипович | Великобритания · Джойси Купер · Эллен Кинг · Цисси Стюарт · Ирис Таннер | ЮАС · Мэри Редфорд · Рода Ренни · Кэтлин Рассел · Фредди ван дер Гус |

## Прыжки в воду

### Мужчины
| Дисциплина   | Золото                | Серебро              | Бронза               |
| Трамплин 3 м | Пит Десджардинс (USA) | Майкл Галитзен (USA) | Фарид Симаика (EGY)  |
| Вышка        | Пит Десджардинс (USA) | Фарид Симаика (EGY)  | Майкл Галитзен (USA) |

### Женщины
| Дисциплина   | Золото               | Серебро                   | Бронза                 |
| Трамплин 3 м | Хелен Мини (USA)     | Дороти Пойнтон-Хилл (USA) | Джорджия Коулмэн (USA) |
| Вышка        | Элизабет Бекер (USA) | Джорджия Коулмэн (USA)    | Лаура Шёквист (SWE)    |

## Современное пятиборье
| Дисциплина        | Золото | Серебро | Бронза |
| Личное первенство |        |         |        |

## Спортивная гимнастика

### Мужчины
| Дисциплина           | Золото | Серебро | Бронза |
| Личное многоборье    | Жорж Миз (SUI) | Херман Хенгги (SUI) | Леон Штукель (YUG) |
| Командное многоборье | Швейцария · Ханс Гридер · Аугуст Гюттингер · Херман Хенгги · Ойген Мак · Жорж Миз · Отто Пфистер · Эдуард Штайнеман · Мельхиор Вецель | Чехословакия · Йозеф Эффенбергер · Ян Гайдош · Ян Коутный · Эмануэль Лёффлер · Бедржих Шупчик · Ладислав Тикал · Ладислав Ваха · Вацлав Веселый | Югославия · Леон Штукель · Драгутин Циотти · Стане Дерганц · Борис Грегорка · Антон Малей · Янез Порента · Эдвард Антониевич · Йосип Приможич |
| Перекладина          | Жорж Миз (SUI) | Ромео Нери (ITA) | Ойген Мак (SUI) |
| Брусья               | Ладислав Ваха (TCH) | Йосип Приможич (YUG) | Херман Хенгги (SUI) |
| Конь                 | Херман Хенгги (SUI) | Жорж Миз (SUI) | Хейкки Саволайнен (FIN) |
| Кольца               | Леон Штукель (YUG) | Ладислав Ваха (TCH) | Эмануэль Лёффлер (TCH) |
| Опорный прыжок       | Ойген Мак (SUI) | Эмануэль Лёффлер (TCH) | Стане Дерганц (YUG) |

### Женщины
| Дисциплина           | Золото | Серебро | Бронза |
| Командное многоборье | Нидерланды · Эстелла Агстериббе · Якомина ван ден Берг · Алида ван ден Бос · Петронелла Бюргерхоф · Элька де Леви · Хелена Нордхайм · Анна Поляк · Петронелла ван Рандвейк · Хендрика ван Рюмт · Юдика Симонс · Якоба Стелма · Анна ван дер Вегт | Италия · Бьянка Амброзетти · Лавинья Джанони · Луиджина Джавотти · Вирджиния Джорджи · Джермана Малабарба · Клара Марангони · Луиджина Перверси · Диана Пиццавини · Луиза Танцини · Каролина Тронкони · Инес Верчези · Рита Виттадини | Великобритания · Энни Броадбент · Люси Десмонд · Маргарет Хартли · Эми Джаггер · Изобель Джудд · Джесси Кайт · Марджори Мореман · Эдит Пиклес · Этель Сеймур · Ада Смит · Хильда Смит · Дорис Вудс |

## Тяжёлая атлетика
| Дисциплина    | Золото                  | Серебро                | Бронза                  |
| До 60 кг      | Франц Андрисек (AUT)    | Пьерино Габетти (ITA)  | Ханс Вольперт (GER)     |
| До 67,5 кг    | Ханс Хас (AUT)          | не присуждалась        | Фернан Арну (FRA)       |
| До 67,5 кг    | Курт Хельбиг (GER)      | не присуждалась        | Фернан Арну (FRA)       |
| До 75 кг      | Роже Франсуа (FRA)      | Карло Галимберти (ITA) | Аугюст Схеффер (NED)    |
| До 82,5 кг    | Эль Сайед Носсеир (EGY) | Луи Остен (FRA)        | Йоханнес Верхейен (NED) |
| Свыше 82,5 кг | Йозеф Штрасбергер (GER) | Арнольд Лухаяэр (EST)  | Ярослав Скобла (TCH)    |

## Фехтование

### Мужчины
| Дисциплина       | Золото | Серебро                                                                                                 | Бронза |
| Рапира           | Люсьен Годен (FRA) | Эрвин Касмир (GER)                                                                                      | Джулио Гаудини (ITA) |
| Шпага            | Люсьен Годен (FRA) | Жорж Бюшар (FRA)                                                                                        | Джордж Колнэн (USA) |
| Сабля            | Эдён Терстьянски (HUN) | Аттила Печауэр (HUN)                                                                                    | Бино Бини (ITA) |
| Командная рапира | Италия · Уго Пиньотти · Джулио Гаудини · Джорджо Пессина · Джоаккино Гваранья · Оресте Пулити · Джорджо Кьяваччи             | Франция · Филипп Катьо · Роже Дюкре · Андре Лабатю · Люсьен Годен · Раймон Флаше · Андре Габорьо        | Аргентина · Рауль Ангануцци · Эктор Луккетти · Луис Луккетти · Роберто Ларрас · Кармело Каме                              |
| Командная шпага  | Италия · Джулио Баслетта · Марчелло Бертинетти · Джанкарло Корнаджа-Медичи · Карло Агостони · Ренцо Миноли · Франко Риккарди | Франция · Жорж Бюшар · Гастон Амсон · Эмиль Корник · Бернар Шмец · Рене Барбье · Арман Массар           | Португалия · Пауло д'Эса Леал · Марио де Нороньа · Жоржи де Пайва · Фредерико Паредес · Жуан Сасетти · Энрике да Силвейра |
| Командная сабля  | Венгрия · Шандор Гомбош · Эдён Терстьянски · Йожеф Ради · Янош Гараи · Дьюла Гликаиш · Аттила Печауэр                        | Италия · Бино Бини · Оресте Пулити · Джулио Саррокки · Ренато Ансельми · Эмилио Салафия · Густаво Марци | Польша · Адам Папе · Тадеуш Фридрих · Казимеж Ласковский · Владислав Сегда · Александр Малецкий · Ежи Забельский          |

### Женщины
| Дисциплина | Золото             | Серебро             | Бронза              |
| Рапира     | Хелена Майер (GER) | Муриэл Фримен (GBR) | Ольга Элькерс (GER) |

## Футбол
| Дисциплина | Золото  | Серебро   | Бронза |
| Мужчины    | Уругвай | Аргентина | Италия |

## Хоккей на траве
| Дисциплина | Золото | Серебро    | Бронза   |
| Мужчины    | Индия  | Нидерланды | Германия |